# Nghị quyết của Hội đồng Bảo an Liên Hợp Quốc
Nghị quyết của Hội đồng Bảo an Liên Hợp Quốc là một nghị quyết của Liên Hợp Quốc được thông qua bởi mười lăm thành viên của Hội đồng Bảo an (UNSC); cơ quan trực thuộc Liên Hợp Quốc (UN) chịu "trách nhiệm chính trong việc duy trì hòa bình và an ninh quốc tế".
Hiến chương Liên Hợp Quốc quy định rõ (tại Điều 27) rằng dự thảo nghị quyết về các vấn đề phi thủ tục sẽ được thông qua nếu chín hoặc nhiều hơn trong số mười lăm thành viên Hội đồng biểu quyết cho nghị quyết và nếu nghị quyết đó không bị bất kỳ thành viên nào trong số năm thành viên thường trực phủ quyết. Dự thảo nghị quyết về "các vấn đề thủ tục" có thể được thông qua trên cơ sở biểu quyết xác nhận của bất kỳ chín thành viên Hội đồng nào. Năm thành viên thường trực là Cộng hòa Nhân dân Trung Hoa (thay thế Trung Hoa Dân Quốc vào năm 1971), Pháp, Nga (thay thế Liên Xô không còn tồn tại vào năm 1991), Vương quốc Anh và Mỹ.
Tính đến  ngày 28 tháng 5 năm 2021, Hội đồng Bảo an đã thông qua 2577 nghị quyết.